# Oppidum van Castellan
Het Oppidum van Castellan (Frans: Oppidum du Castellan) was een Keltisch oppidum in de Franse gemeente Istres dat bewoond werd tussen de 6e en de 1e eeuw v.Chr. Tijdens deze periode werd de versterkte plaats niet continu bewoond. 
Het oppidum was gelegen op een rotsheuvel die 40 m uitsteekt boven het meer Étang de l’Olivier. Het bebouwde oppervlak had een maximale lengte van 500 m en een maximale breedte van 250 m. Bij opgravingen werden huizenblokken en straten, waarvan een met uitgesleten karrensporen, gevonden. Verder waren er resten van een broodoven, een keuken en een smidse, en sporen van wijnbouw. Een inkerving in een rots met het woord "MATRON" in Grieks alfabet doet veronderstellen dat de nederzetting onder bescherming van een moedergodin stond.
In de Gallo-Romeinse periode verschoof de bewoning naar de voet van de heuvel, waar tot het begin van de 3e eeuw een landbouwnederzetting was.